# Jean Petit (francuski piłkarz)
Jean Petit (ur. 25 września 1949 w Tuluzie, zm. 23 stycznia 2024) – francuski piłkarz występujący na pozycji pomocnika.

## Kariera klubowa
Petit jako junior grał w zespołach Toulouse FC oraz Luchon. W 1969 roku trafił do drugoligowego AS Monaco. W 1971 roku awansował z klubem do ekstraklasy. W 1972 roku powrócił z nim do drugiej ligi, ale w 1973 ponownie awansował do ekstraklasy. W 1978 roku Petit zdobył z zespołem mistrzostwo Francji. W 1980 roku wygrał z nim rozgrywki Pucharu Francji, po pokonaniu w jego finale 3:1 zespołu US Orléans. W 1982 roku ponownie zdobył z klubem mistrzostwo Francji. W tym samym roku zakończył karierę.

## Kariera reprezentacyjna
W reprezentacji Francji Petit zadebiutował 8 października 1977 w zremisowanym 0:0 towarzyskim meczu ze Związkiem Radzieckim. W 1978 roku został powołany do kadry na mistrzostwa świata. Zagrał na nich w wygranym 3:1 meczu z Węgrami. Z tamtego turnieju Francja odpadła po fazie grupowej. W latach 1977–1980 w drużynie narodowej Petit rozegrał w sumie 12 spotkań i zdobył jedną bramkę.